# Liljeborgia pallida
Liljeborgia pallida är en kräftdjursart som först beskrevs av Charles Spence Bate 1857.  Liljeborgia pallida ingår i släktet Liljeborgia och familjen Liljeborgiidae. Arten är reproducerande i Sverige. Inga underarter finns listade i Catalogue of Life.